# Ehagay Nakoda
Ehagay Nakoda är ett berg i Kanada.   Det ligger i provinsen Alberta, i den centrala delen av landet, 3 000 km väster om huvudstaden Ottawa. Toppen på Ehagay Nakoda är 2 482 meter över havet.
Terrängen runt Ehagay Nakoda är huvudsakligen bergig, men norrut är den kuperad. Närmaste större samhälle är Canmore, 4,7 km nordost om Ehagay Nakoda. 
I omgivningarna runt Ehagay Nakoda växer i huvudsak barrskog. Trakten runt Ehagay Nakoda är nära nog obefolkad, med mindre än två invånare per kvadratkilometer.